# حسن‌خان‌لی
حسن‌خان‌لی (به لاتین: Həsənxanlı) یک منطقه مسکونی در جمهوری آذربایجان است که در شهرستان آق‌دام واقع شده است.